# Украинка (Московская область)
Украинка — деревня в Клинском районе Московской области, в составе Нудольского сельского поселения. Население — 22 чел. (2010). До 2006 года Украинка входила в состав Нудольского сельского округа.
Деревня расположена на юго-западе района, примерно в 27 км к юго-западу от райцентра Клин, на левом берегу реки Нудоль, высота центра над уровнем моря 186 м. Ближайшие населённые пункты — Поповка на противоположном берегу реки и Шарино почти вплотную на севере.

## Население
| 2002 | 2006 | 2010 |
| ---- | ---- | ---- |
| 32   | ↘27  | ↘22  |